# Gompholobium asperulum
Gompholobium asperulum är en ärtväxtart som först beskrevs av Spencer Le Marchant Moore, och fick sitt nu gällande namn av Michael Douglas Crisp. Gompholobium asperulum ingår i släktet Gompholobium och familjen ärtväxter. Inga underarter finns listade i Catalogue of Life.